# Pietrain

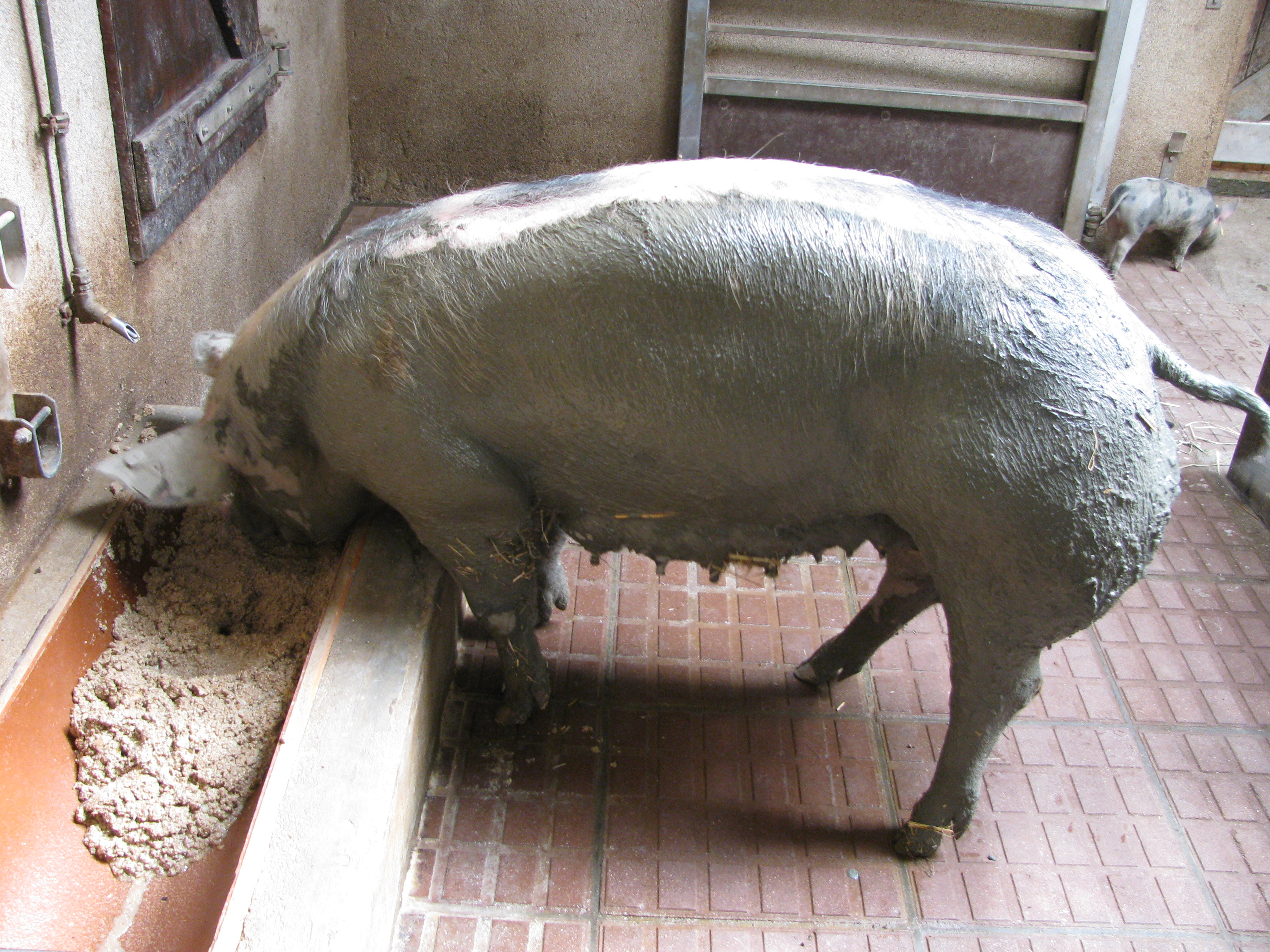
Piétrain

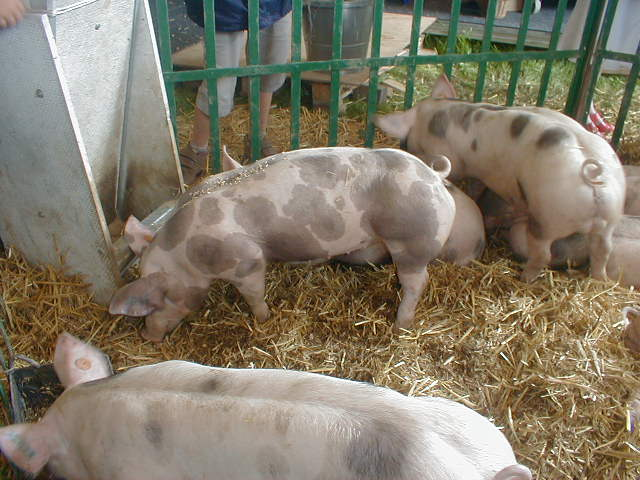
Masttiere Piétrain

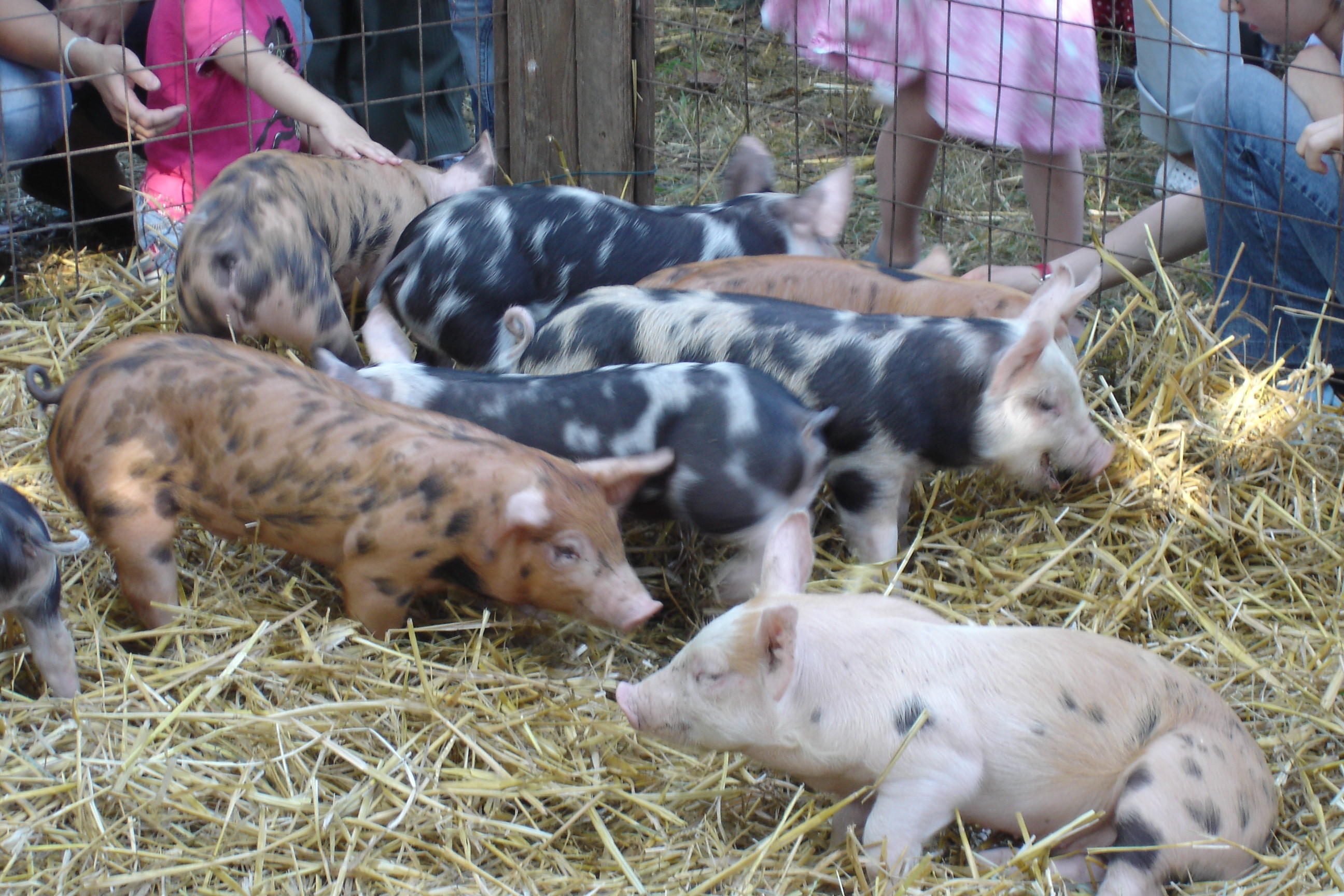
Ferkel Piétrain

Bei der Schweinerasse Pietrain (oder Piétrain) handelt es sich um ein buntes Schwein (d. h., es ist schwarz-weiß gescheckt oder gefleckt) mit Stehohren, das heute eine große Bedeutung in der Schweinezucht hat.

## Geschichte
Die Rasse stammt ursprünglich aus Brabant (Belgien) und soll von fleischreichen Bayeux-Schweinen abstammen, die um 1920 in den Ort Piétrain gelangten. Die Rasse war bis in die 1950er Jahre unbedeutend. Durch die Umstellung der Gewohnheiten der Verbraucher um 1950 weg von fettem Schweinefleisch hin zu magerem Schweinefleisch konnte sich diese Rasse in ganz Europa durchsetzen, verbreitete sich daraufhin sehr stark und wurde ab 1960 auch in Deutschland verwendet. Seit ca. 1970 ist die Rasse die bedeutendste Vaterrasse in der Schweinezucht.

## Zuchtziel
Schweinerasse mit mittlerem Rahmen, bester Bemuskelung (hoher Magerfleischanteil bei geringster Fettauflage), guter Vitalität, mittleren Fruchtbarkeits- und Aufzuchtleistungen, korrektem Fundament sowie Stressstabilität.

## Daten
Ausgewachsen etwa 80 cm Schulterhöhe, rund 300 kg schwer; tägliche Zunahme der Mastschweine mehr als 800 g.
Muskelfleischanteil der Tiere: in Reinzucht höher als 60 %, in Kreuzung für Mast höher als 55 %.
Futterverwertung besser als 2,4 (d. h., um 1 kg Schweinefleisch zu erzeugen, werden weniger als 2,4 kg Futtermittel benötigt).